# Wiktor Szem-Tow
Wiktor Szem-Tow (hebr.: ויקטור שם-טוב, ang.: Victor Shem-Tov, ur. 1 lutego 1915 w Samokowie, zm. 8 marca 2014 w Jerozolimie) – izraelski polityk, w latach 1969–1970 minister bez teki, w latach 1970–1977 minister zdrowia, w 1974 minister opieki społecznej, w latach 1961–1969 oraz 1981–1988 poseł do Knesetu z list Mapam i Koalicji Pracy.

## Życiorys
Urodził się 1 lutego 1915 w bułgarskim Samokowie. Do Izraela wyemigrował w 1939. Działał w licznych organizacjach społecznych – był prezesem stowarzyszenia imigrantów z Bułgarii, członkiem zarządu Histadrutu.
W wyborach parlamentarnych w 1961 po raz pierwszy dostał się do izraelskiego parlamentu z listy Mapam. W 1965 roku ponownie dostał się do Knesetu. W 1969 roku stracił miejsce w Knesecie, jednak jako polityk Koalicji Pracy – której Mapam było częścią – pełnił funkcje ministerialne. Najpierw był ministrem bez teki (1969–1970), a następnie przez siedem lat ministrem zdrowia. W 1974 pełnił również funkcję ministra opieki społecznej. W latach 1979–1985 był sekretarzem generalnym Mapam. Do Knesetu powrócił w wyborach w 1981, w wyborach parlamentarnych w 1984 dokonał reelekcji. 22 października 1984 wraz z Elazarem Granotem, Chajką Grossman, Amirą Sartani, Ja’irem Cabanem i Muhammadem Watadem opuścił Koalicję Pracy zakładając frakcję Mapam i pozostał w niej do końca kadencji. 15 marca 1988 zrezygnował z mandatu poselskiego, który objął po nim Gadi Jaciw. Zasiadał w Knesetach V, VI, X i XI kadencji.
Zmarł 8 marca 2014 w Jerozolimie.